# Kockelella
Genre
Kockelella est un genre éteint de conodontes, appartenant au clade des Prioniodontida, ou « conodontes complexes », à l'ordre des Ozarkodinida et à la famille des Kockelellidae.  
Les espèces du genre datent du Silurien.

## Espèces
- †Kockelella absidata
- †Kockelella variabilis